# Bolivie aux Jeux olympiques d'été de 1976
La Bolivie participe aux Jeux olympiques d'été de 1976 qui se déroulent du 17 juillet au 1er août 1976 à Montréal au Canada. Il s'agit de sa cinquième participation à des Jeux d'été. La délégation bolivienne est représentée par un athlète en athlétisme, cyclisme, équitation et en tir.
La Bolivie fait partie des pays qui ne remportent pas de médaille au cours de cet évènement sportif.

## Athlétisme
Hommes
| Athlète         | Épreuve  | Finale          | Finale |
| Athlète         | Épreuve  | Résultat        | Rang   |
| --------------- | -------- | --------------- | ------ |
| Lucio Guachalla | Marathon | 2 h 45 min 31 S | 60e    |

## Cyclisme
Hommes
| Athlète     | Épreuve         | Finale        | Finale |
| Athlète     | Épreuve         | Résultat      | Rang   |
| ----------- | --------------- | ------------- | ------ |
| Marco Soria | Course en ligne | Abandon       | /      |
| Marco Soria | Kilomètre       | 1 min 14 s 48 | 26e    |

## Equitation
Hommes
| Athlète               | Épreuve | Finale   | Finale |
| Athlète               | Épreuve | Résultat | Rang   |
| --------------------- | ------- | -------- | ------ |
| Roberto Nielsen-Reyes | ???     | ??       | ??     |

## Tir
Hommes
| Athlète       | Épreuve         | Finale   | Finale |
| Athlète       | Épreuve         | Résultat | Rang   |
| ------------- | --------------- | -------- | ------ |
| Jaime Sánchez | Pistolet à 50 m | 531 pts  | 39e    |